# الحنانة (النجف)
الحَنّانة  حي سكني معاصر في مدينة النجف، بين النجف القديمة غرباً، والكوفة شرقاً، في جنوب وسط جمهورية العراق، أُنشئ في ثمانينات القرن العشرين، شوارع حي الحنانة الرئيسية والفرعية واسعة نسبياً، وفيه مرقد كميل بن زياد ومسجد الحنانة. مساحة الحي 49.39 هكتار، وعدد سكانه سنة 2010 بلغَ 4188 ساكناً وعدد الوحدات السكنية 1048، وسكان من ذوي الدخل المتوسط والمرتفع، وهو من أقل أحياء النجف كثافة سكانية، ومساحة كل قطعة سكنية 600 إلى 800 م2، وفقاً لتقديرات سنة 2014.، فالوحدات السكنية واسعة المساحة، كانت الحنانة تُعدّ من ضواحي النجف، قبل التوسّع العمراني للنجف.

## التسمية
ذُكرت ثلاثة تفسيرات لمعنى اسم الحَنّانة، فقيل إنه من الحَنان على علي بن أبي طالب حين شُيّعَ جثمانه مروراً بتلك المنطقة، وقيل الحنّانة تصحيف لكلمة الجبانة، وهي اسم يقال للصحراء وللمقبرة، وقيل من دير حنّا، إذ يقال إنه كان هنالك ديرٌ للنصارى حين كانوا في الحيرة. وذُكر أن منطقة الحنانة هي في أرض كانت تُسمى قديماً منطقة الثوية في ظهر الكوفة.

## الشهرة السياسية
أصبحت الحنانة مشهورة في النجف، وازدادت شهرتها بعد أن اُتخذ فيها بيت مقتدى الصدر مقراً لاجتماعات سياسية، وفي يوم 4 شباط سنة 2022، قال حازم الأعرجي “القرار السياسي والديني الشيعي محصور بمدينة النجف، وفي النجف توجد بلدة صغيرة اسمها الحنانة هي مصدر هذا القرار”، فأثارَ ذلك غضب أتباع علي السيستاني. ثم ما لبث الأعرجي أن اعتذر عن قوله بعد أن أمره مقتدى بالتراجع.